# 小行星8180
小行星8180（英語：8180）是一颗围绕太阳公转的小行星。1992年8月6日，亨利·E·霍爾特在帕洛马山发现了此天体。
这颗小行星的绝对星等为133.0672295224611等。